# There's a Poison Goin' On
«There's a Poison Goin' On» — сьомий студійний альбом гурту Public Enemy. Виданий 20 липня 1999 року лейблом Play It Again Sam, Atomic Pop. Загальна тривалість композицій становить 51:45. Альбом відносять до напрямку хіп-хоп.

## Список пісень
1. «Dark Side of the Wall: 2000» — 1:36
2. «Do You Wanna Go Our Way???» — 3:56
3. «LSD» — 3:30
4. «Here I Go» — 3:05
5. «41:19» — 3:57
6. «Crash» — 3:48
7. «Crayola» — 3:30
8. «First the Sheep, Next the Shepherd?» — 3:17
9. «World Tour Sessions» — 4:27
10. «Last Mass of the Caballeros» — 3:56
11. «I» — 4:30
12. «What What» — 5:02
13. «Kevorkian» — 2:37
14. «Swindlers Lust» — 5:23